# 一农场
一农场，是中华人民共和国河北省唐山市曹妃甸区下辖的一个类似乡级单位。

## 行政区划
一农场下辖以下地区：
永康村社区、双兴村、海滨村、华兴村、祥和村、虹桥村、隆合村、景园村、新杰村、三元村、兴农村、永丰村和祥源村。